# 33564 Miriamshira
33564 Miriamshira este o planetă minoră (asteroid), cu un diametru de 3,059 km, din centura de asteroizi. A fost descoperită pe 10 mai 1999 la Experimental Test Site⁠(d) de Lincoln Near-Earth Asteroid Research. 
Obiectul prezintă o orbită caracterizată de o semiaxă mare de 2,4699064 UAi, o excentricitate de 0,09, o înclinație de 5,30328 ° în raport cu ecliptica.